# 东庄门楼
东庄门楼，位于中国广东省韶关市仁化县黄坑镇东庄村，为仁化县的一个县级文物保护单位，类型为古建筑，公布时间为1993年6月21日。
东庄门楼的历史年代为清代。